# Distrito de Rasulov
Rasulov (en tayiko: Ноҳияи Ҷаббор Расулов) es un distrito de Tayikistán, en la provincia de Sughd. 
Comprende una superficie de 385 km².
El centro administrativo es la ciudad de Proletarsk.

## Demografía
Según estimación 2009 contaba con una población total de 116 679 habitantes.

## Otros datos
El código ISO es TJ.SU.DR, el código postal 735820 y el prefijo telefónico +992 3455.